# Vitinha
Vitinha, właśc. Vítor Machado Ferreira (ur. 13 lutego 2000 w Santo Tirso) – portugalski piłkarz, występujący na pozycji pomocnika we francuskim klubie Paris Saint-Germain oraz w reprezentacji Portugalii. W trakcie swojej kariery grał także w takich zespołach jak: Wolverhampton Wanderers oraz FC Porto. Uczestnik Mistrzostw Świata 2022.

## Kariera klubowa
Przechodząc przez system młodzieżowy Porto, Vitinha zaimponował w swoim czasie w drużynie rezerw, zanim awansował do pierwszego zespołu w 2020 roku, wygrywając krajowy dublet w swoim pierwszym sezonie. Został wypożyczony do klubu Premier League Wolverhampton Wanderers we wrześniu 2020 roku, przed powrotem w następnym sezonie. Stał się podstawowym graczem Porto, zdobył drugi krajowy dublet i został zaliczony do drużyny roku Primeira Liga. W czerwcu 2022 dołączył do Paris Saint-Germain za 41,5 miliona euro.

## Kariera reprezentacyjna
Vitinha jest byłym młodzieżowym reprezentantem Portugalii, reprezentującym swój kraj na różnych poziomach młodzieżowych, będąc częścią drużyn do lat 19 i do lat 21, które zajęły drugie miejsca w Mistrzostwach Europy UEFA do lat 19 w 2019 roku i Mistrzostwach Europy do lat 21 w 2021 roku. 
Zadebiutował w seniorskiej reprezentacji w 2022 roku w meczu z Macedonią Północną wygranym przez Portugalię 2:0.
Był z reprezentacją na Mistrzostwach Świata 2022 i na Mistrzostwach Europy 2024. 8 czerwca 2025 roku zwyciężył z reprezentacją w Lidze Narodów.

## Statystyki

### Klubowe
(aktualne na dzień 4 czerwca 2025)
| Klub                | Sezon              | Liga               | Liga  | Liga   | Puchar kraju | Puchar kraju | Europa | Europa | Inne  | Inne   | Suma  | Suma   |
| Klub                | Sezon              | Liga               | Mecze | Bramki | Mecze        | Bramki       | Mecze  | Bramki | Mecze | Bramki | Mecze | Bramki |
| ------------------- | ------------------ | ------------------ | ----- | ------ | ------------ | ------------ | ------ | ------ | ----- | ------ | ----- | ------ |
| FC Porto B          | 2018/2019          | Liga Portugal 2    | 14    | 8      | —            | —            | —      | —      | —     | —      | 14    | 8      |
| FC Porto            | 2019/2020          | Primeira Liga      | 8     | 0      | 4            | 0            | 0      | 0      | —     | —      | 12    | 0      |
| FC Porto            | 2021/2022          | Primeira Liga      | 30    | 2      | 7            | 2            | 10     | 0      | —     | —      | 47    | 4      |
| FC Porto            | Łącznie            | Łącznie            | 38    | 2      | 11           | 2            | 10     | 0      | 0     | 0      | 59    | 4      |
| Wolverhampton       | 2020/2021          | Premier League     | 19    | 0      | 3            | 1            | —      | —      | —     | —      | 22    | 1      |
| Paris Saint-Germain | 2022/2023          | Ligue 1            | 36    | 2      | 3            | 0            | 8      | 0      | 1     | 0      | 48    | 2      |
| Paris Saint-Germain | 2023/2024          | Ligue 1            | 28    | 7      | 5            | 0            | 12     | 2      | 1     | 0      | 46    | 9      |
| Paris Saint-Germain | 2024/2025          | Ligue 1            | 29    | 5      | 5            | 0            | 17     | 2      | 1     | 0      | 52    | 7      |
| Paris Saint-Germain | Łącznie            | Łącznie            | 93    | 14     | 13           | 0            | 37     | 4      | 3     | 0      | 146   | 18     |
| Łącznie w karierze  | Łącznie w karierze | Łącznie w karierze | 164   | 24     | 27           | 3            | 47     | 4      | 3     | 0      | 241   | 31     |

### Reprezentacyjne
(aktualne na dzień 4 czerwca 2025)
| Reprezentacja | Rok     | Występy | Bramki |
| ------------- | ------- | ------- | ------ |
| Portugalia    | 2022    | 8       | 0      |
| Portugalia    | 2023    | 6       | 0      |
| Portugalia    | 2024    | 11      | 0      |
| Portugalia    | 2025    | 2       | 0      |
| Ogólnie       | Ogólnie | 27      | 0      |

## Sukcesy

### FC Porto
- Mistrzostwo Portugalii: 2019/2020, 2021/2022
- Puchar Portugalii: 2019/2020, 2021/2022

### Paris Saint-Germain
- Mistrzostwo Francji: 2022/2023, 2023/2024, 2024/2025
- Superpuchar Francji: 2022
- Liga Mistrzów UEFA: 2024/2025

### Reprezentacyjne
- Wicemistrzostwo Europy U-19: 2019
- Wicemistrzostwo Europy U-21: 2021
- Liga Narodów UEFA: 2024/2025